# Jeremías Pérez Tica
Jeremías Leonel Pérez Tica (Fúnes, Santa Fe, 16 de abril de 2003) es un futbolista argentino. Juega de delantero en Delfín Sporting Club de la Serie A de Ecuador, cedido por Newell's Old Boys.

## Trayectoria
Jeremías Pérez Tica se formó en las categorías inferiores del Club Atlético Newell's Old Boys, quedó libre a los 11 años y se incorporó al Club Defensores de Funes de la ciudad de Rosario, donde brilló con 61 goles en 2017. Regresó a Newell's Old Boys en 2018. Firmó su primer contrato profesional el 5 de septiembre de 2022. 
Hizo su debut con el primer equipo el 20 de marzo de 2023 en una victoria por 1-0 en la Primera División contra San Lorenzo de Almagro.
En busca de minutos en campo, en enero de 2025, sale a préstamo a Cerro Largo de la Primera División de Uruguay.
A mitad de año, deja el club uruguayo para ser refuerzo del Delfín SC de la Primera División de Ecuador.

## Selección Olímpica
Integró la Selección Olímpica Argentina en los Juegos Suramericanos de 2022 realizados en Asunción de Paraguay. 

## Clubes
| Club                       | País      | Año           |
| -------------------------- | --------- | ------------- |
| Newell's Old Boys          | Argentina | 2023-         |
| Cerro Largo F. C. (cedido) | Uruguay   | 2025          |
| Delfín S. C. (cedido)      | Ecuador   | 2025-presente |

## Estadísticas
Datos actualizados al 15 de agosto de 2025.
| Newell's Old Boys Argentina | 1.ª           | 2023          | 16 | 0 | 2 | 2 | 0 | 0 | 5 | 0 | 0 | 23 | 0 | 2 |
| Newell's Old Boys Argentina | 1.ª           | 2024          | 3  | 0 | 0 | 3 | 0 | 0 | 0 | 0 | 0 | 6  | 0 | 0 |
| Newell's Old Boys Argentina | Total club    | Total club    | 19 | 0 | 2 | 5 | 0 | 0 | 5 | 0 | 0 | 29 | 0 | 2 |
| Cerro Largo F. C. · Uruguay | 1.ª           | 2025          | 5  | 0 | 0 | 0 | 0 | 0 | 0 | 0 | 0 | 5  | 0 | 0 |
| Cerro Largo F. C. · Uruguay | Total club    | Total club    | 5  | 0 | 0 | 0 | 0 | 0 | 0 | 0 | 0 | 5  | 0 | 0 |
| Delfín S. C. · Ecuador | 1.ª           | 2025          | 6  | 1 | 0 | 1 | 1 | 0 | 0 | 0 | 0 | 7  | 2 | 0 |
| Delfín S. C. · Ecuador | Total club    | Total club    | 6  | 1 | 0 | 1 | 1 | 0 | 0 | 0 | 0 | 7  | 2 | 0 |
| Total carrera | Total carrera | Total carrera | 30 | 1 | 2 | 6 | 1 | 0 | 5 | 0 | 0 | 41 | 2 | 2 |
| (1) La copa nacional se refiere a la Copa Ecuador, Copa Argentina, Copa de la Liga Profesional. (2) La copa internacional se refiere a la Copa Sudamericana y Copa Libertadores. (3) Promedio de goles recibidos por partidos no incluye goles recibidos en partidos amistosos. |               |               |    |   |   |   |   |   |   |   |   |    |   |   |